# Martensdale (Iowa)
Pour les articles homonymes, voir Martensdale.
Martensdale est une ville, du comté de Warren en Iowa, aux États-Unis. Elle est incorporée le 29 octobre 1920.

## Source de la traduction
- (en) Cet article est partiellement ou en totalité issu de l’article de Wikipédia en anglais intitulé « Martensdale, Iowa » (voir la liste des auteurs).